# Tramaine Hawkins
Tramaine Hawkins est une chanteuse de jazz et de gospel née le 11 octobre 1951. Elle est lauréate de  2 Grammy Awards et 19 de Stellar Awards.

## Biographie
Tramaine Hawkins commence sa carrière en 1968 avec l'ensemble Edwin Hawkins Singers avec lequel elle enregistre le morceau Oh Happy Day.
Dans les années 1970, elle épouse Walter Hawkins et enregistre avec lui les albums Love Alive et Love Alive II.